# 洛神

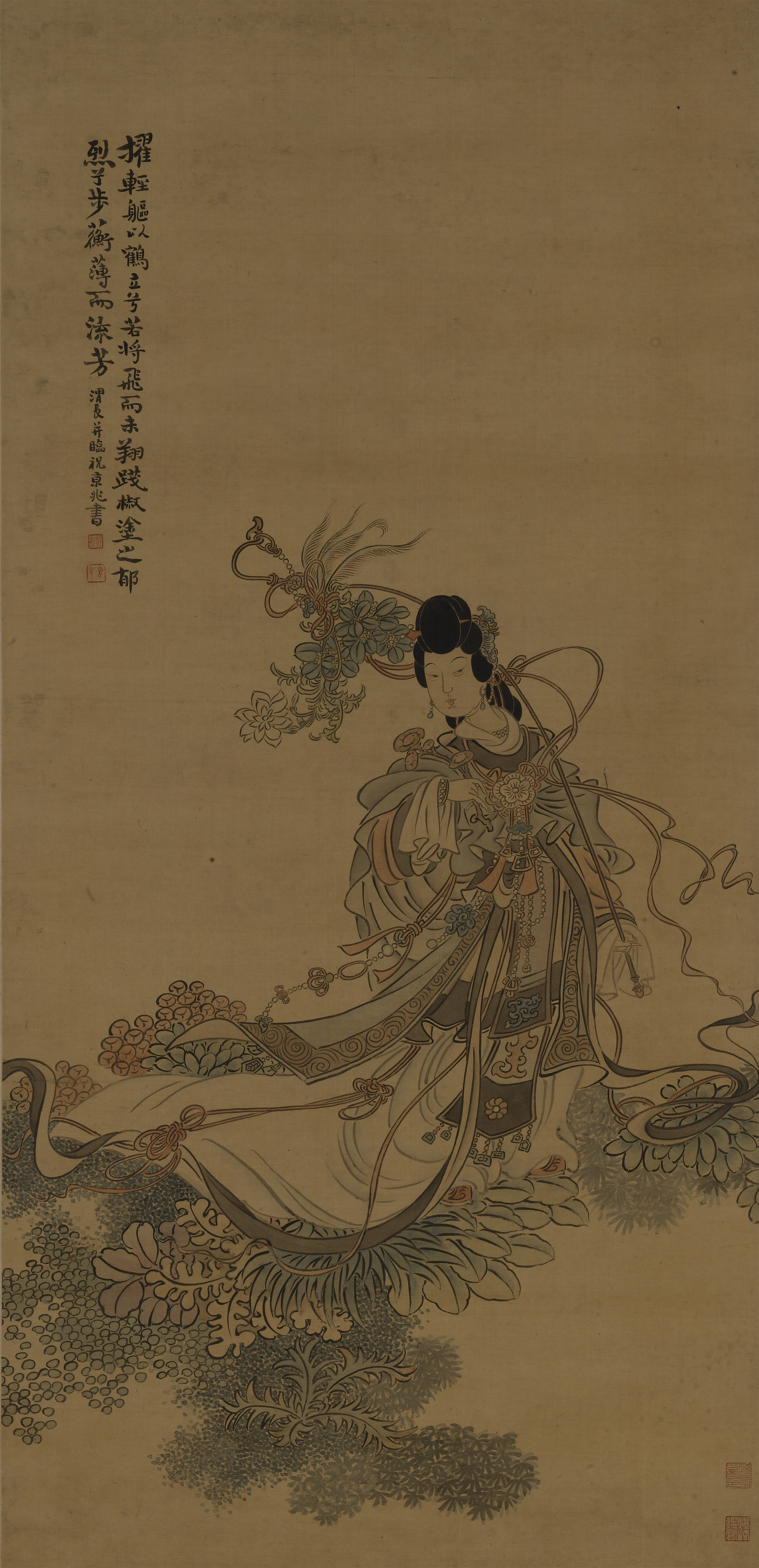
任熊 洛神图轴

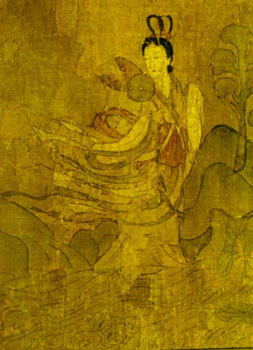
《洛神赋图》中的洛神

洛神（名为宓妃（fú fēi），又叫作洛嫔）是中国神话裡伏羲氏（宓羲）的女儿，其因为于洛水溺死 ，而成为洛水之神，故稱洛神。

## 相关
曹魏时，曹植曾经写过一篇赋——《感鄄赋》（感甄赋），即《洛神赋》。因此篇赋，他的嫂子甄氏被认为是洛神转世。
李商隐有诗：《东阿王》——“国事分明属灌均，西陵魂断夜来人。君王不得为天子，半为当时赋洛神。”
东晋著名画家顾恺之绘有传世名画《洛神赋图》。

## 影視作品
- 1956年，《洛神》：北京電影製片廠 - 梅蘭芳（飾 洛神）, 姜妙香（飾 曹植）

- 1957年，《洛神》：香港大成影片公司 - 芳艷芬（飾 甄婉貞）, 任劍輝（飾 曹植）, 麥炳榮（飾 曹丕）, 劉克宣（飾 曹操）

- 1983年，《洛神》：台視 - 司馬玉嬌（飾 甄宓）, 楊麗花（飾 曹植）, 柯玉枝（飾 曹丕）, 呂福祿（飾 曹操）
- 1975年，《洛神》：香港無綫  - 苗金鳳（飾 甄宓）, 鄭少秋（飾 曹植）, 梁天（飾 曹丕）, 陳有后（飾 曹操）

- 1994年，《洛神》：台視 - 馮寶寶（飾 甄宓）, 楊麗花（飾 曹植）, 李如麟（飾 曹丕）, 黃龍（飾 曹操）

- 2002年，《洛神》：香港無綫 - 蔡少芬（飾 甄宓）, 馬浚偉（飾 曹植）, 陳豪（飾 曹丕）, 劉丹（飾 曹操）

- 2013年，《新洛神》：華策影視 - 李依晓（飾 甄宓）, 杨洋（飾 曹植）, 张迪（飾 曹丕）, 李进荣（飾 曹操）